# Herzogsburg Châtillon-sur-Seine
Die Herzogsburg Châtillon-sur-Seine war die Burg der Herzöge von Burgund. Sie befindet sich in der französischen Stadt Châtillon-sur-Seine im Département Côte-d’Or (Burgund-Franche-Comté) und steht seit 1909 als Monument historique unter Denkmalschutz.

## Beschreibung
Von der Burg sind nur noch die Türme des Donjon und Reste der Mauern erhalten. Der obere Teil des ehemaligen Wachturms ist stark beschädigt und vom Sainte-Anne-Turm ist nur noch das mit einem Rundwalmdach aus Stein abgedeckte Erdgeschoss erhalten. Im Norden, wo sich die Bischofsresidenz befand, steht ein weiterer Turm, der Tour de Gissey, der eine Aussicht auf die gesamte Stadt ermöglichte. Spätestens seit dem 19. Jahrhundert existiert ein Friedhof inmitten der Burgruinen, auf dem sich Grabkapellen und das Grab von Marschall Marmont befinden.

## Geschichte
Die Burg, die wahrscheinlich im 12. Jahrhundert von den Herzögen von Burgund errichtet wurde, nahm einen Teil des castrums ein, das bis 973 im alleinigen Besitz der Bischöfe von Langres gewesen war. Die Herzogsburg und die Bischofsresidenz wurden von einer gemeinsamen Ringmauer umschlossen, von der nur noch einige Teile und der Gissey-Turm im Norden erhalten geblieben sind. 1359 wurde die Burg von den Engländern schwer beschädigt und nachfolgend teilweise wieder aufgebaut. Nach den Hugenottenkriegen wurde sie von den Einwohnern abgetragen, König Heinrich IV. gab ihnen am 30. Januar 1598 dazu die nötige Erlaubnis. 1608 wurde das Erdgeschoss des Saint-Anne-Turmes als Wachhaus genutzt, später – wahrscheinlich im 19. Jahrhundert – wurde dort ein Brotbackofen eingerichtet.